# W3DZZ-Antenne

Schaltschema der W3DZZ-Antenne

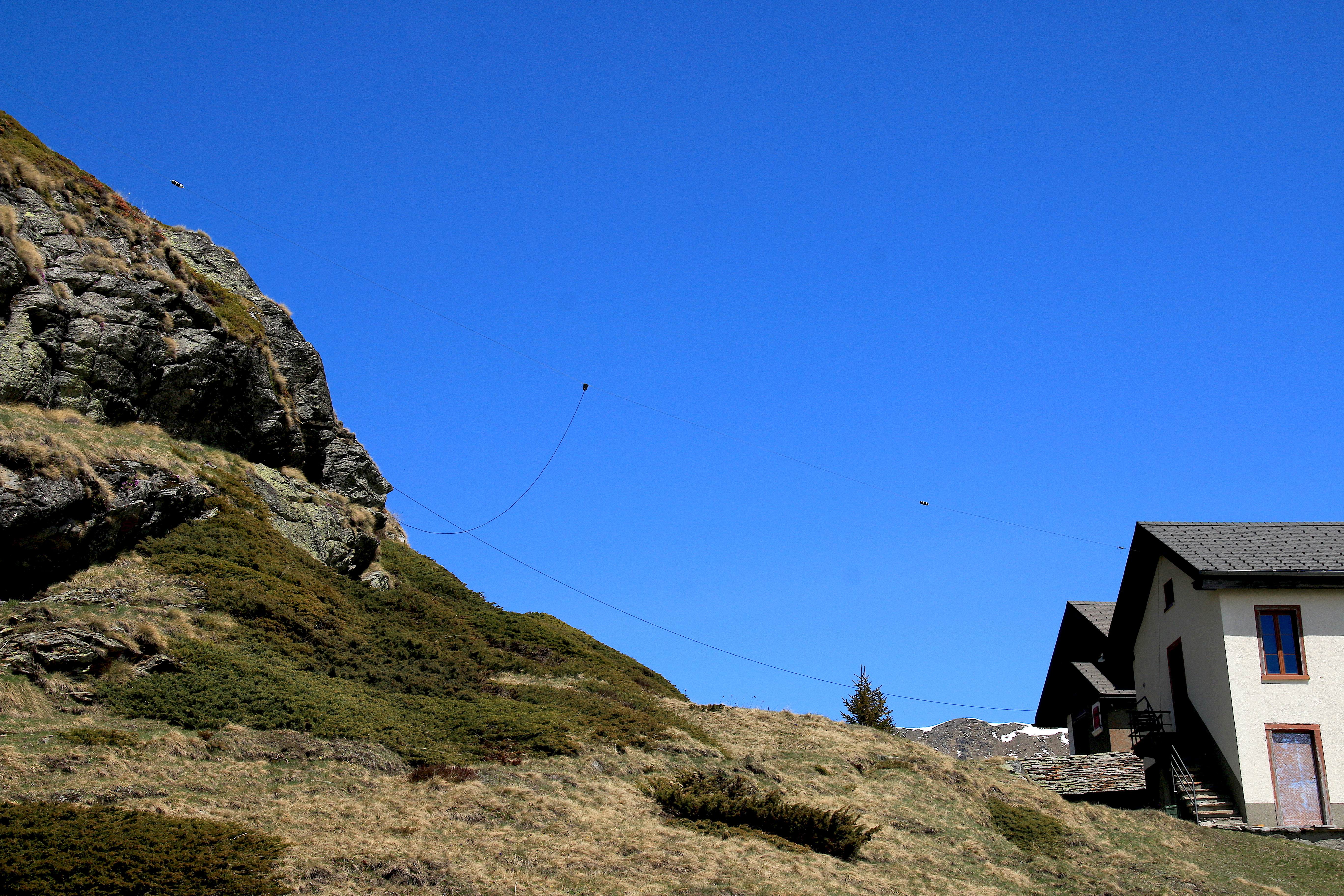
Montierte W3DZZ-Antenne

Die W3DZZ-Antenne ist eine Dipolantenne, die im Amateurfunk im 40- und 80-Meter-Band eingesetzt wird. Es sind dies die Amateurfunkbänder von 7–7,2 MHz respektive 3,5–3,8 MHz. Die Schwingkreise in den beiden Dipolhälften sind auf 7 MHz abgestimmt. Sie wirken für Frequenzen um 7 MHz (Wellenlänge 40 m) als Sperrkreise und verkürzen die Antenne. W3DZZ-Antennen haben typisch eine Spannweite von rund 34 m.
W3DZZ war das Amateurfunkrufzeichen von Chester L. Buchanan, geboren 1915, dem Erfinder der W3DZZ-Antenne.